# Richard Taverner
Richard Taverner (Brisley, 1505 – Oxford, 14 luglio 1575) è stato un teologo inglese, autore nel 1539 di una traduzione della Bibbia in inglese e nel 1549 della prima edizione dei testi deuterocanonici dell'Antico Testamento.

## Biografia
Richard Taverner nacque a Brisley, in Inghilterra intorno al 1505.
Un simpatizzante precoce della Riforma in Inghilterra, Taverner fu accusato di eresia nel 1528 per aver promosso la lettura della traduzione inglese del Nuovo Testamento di William Tyndale e fu costretto ad un atto pubblico di penitenza assieme a Thomas Gerrard. Taverner successivamente si laureò all'Università di Cambridge.
Durante la permanenza in carica del potente ministro Thomas Cromwell (1532-1540), Taverner divenne attivamente impegnato nella produzione di opere destinate a favorire la Riforma in Inghilterra. Nel 1539 pubblicò una nuova traduzione della Bibbia e un commentario biblico nel 1540 con l'approvazione del re Enrico VIII d'Inghilterra. Taverner riuscì a sopravvivere alla scomparsa di Thomas Cromwell, e dopo un breve periodo di reclusione fu restituito al favore reale.
.
Nel 1549, tre anni dopo il Concilio di Trento, Taverner curò la prima edizione dei testi deuterocanonici (o "OT Apocrypha") in inglese. Si tratta del primo libro specificamente dedicato a questo corpus, in gran parte basato sui testi già pubblicati nella Bibbia di Taverner del 1539. Edmund Becke è accreditato per la revisione delle traduzioni .
Taverner si tenne in disparte, lontano dalla vita pubblica, durante il regno della regina cattolica Maria I d'Inghilterra (1553-1558), per riemergere quindi come un popolare predicatore nella chiesa di Santa Maria, Oxford dopo l'ascesa al trono della regina Elisabetta I d'Inghilterra.
Taverner morì il 14 luglio 1575 e fu sepolto nella chiesa di Wood Eaton vicino a Oxford.

## Le opere
- Taverner's Bible (1539)
- The Epistles and Gospelles (1540)
- The Volume of the Bokes called Apocripha (1549)